# WordPress
WordPress je svobodný open source redakční publikační systém napsaný v PHP a MySQL a vyvíjený pod licencí GNU GPL. Je oficiálním nástupcem systému b2/cafelog a má širokou uživatelskou a vývojářskou komunitu. Počet stažení verze 6.5 dosáhl od vydání téměř 77 milionů.
Dle oficiálních statistik je používán jako CMS na 43 % webových stránek na světě a překonává tak open source CMS jako Joomla či Drupal, které se drží pod třemi procenty.

## Základní vlastnosti
- systém s otevřeným zdrojovým kódem, dostupný zdarma, kdokoliv může pomoci s jeho zdokonalováním
- dodržuje standardy XML, XHTML a CSS
- integrovaný správce odkazů
- integrovaná galerie médií (správa obrázků a jejich základní editace přímo v redakčním systému, automatické vytváření miniatur definovaných rozměrů)
- struktura trvalých odkazů přátelská k internetovým vyhledávačům a uživatelsky nastavitelná
- podpora pluginů pro rozšíření funkcí – v oficiálním repozitáři je jich k dispozici téměř 50 000
- podpora témat vzhledu
- podpora funkčních bloků – tzv. widgetů (např. poslední příspěvky, vlastní text, výpis RSS, atd.)
- možnost zařazovat příspěvky do kategorií (i do více najednou)
- možnost přidávat příspěvkům štítky (tagy) pro zlepšení navigace
- lze vytvářet hierarchii (strom) stránek
- vyhledávání v rámci webových stránek
- podpora pro trackback a pingback (automatické odeslání informace o novém obsahu externím službám a přijetí tohoto upozornění, pokud na stránky někdo jiný odkáže)
- typografický filtr pro formátování a styl textu
- podpora vkládání externího obsahu pomocí formátu oEmbed
- podpora více uživatelských účtů s odlišnými oprávněními

## Historie
Jméno WordPress navrhla přítelkyně hlavního vývojáře Matta Christine Sellecková. Jednotlivá vydání systému jsou pojmenována po známých jazzových hudebnících (např. „Mingus“ po Charlesu Mingusovi).
V roce 2010 byla autorská práva na značku WordPress předána Mattem Mullenwegem do rukou nově založené neziskové organizace „The WordPress Foundation“ pro zachování pokračování vývoje CMS WordPress i v případě, že by se Matt či Automattic přestali z jakéhokoli důvodu WordPressem zabývat.
Na WordPress přešlo mnoho uživatelů poté, co společnost Six Apart změnila v roce 2004 licenci systému Movable Type.[zdroj?]

### WordPress 1.5
Verze 1.5, vydaná v polovině února 2005 pod kódovým označením „Strayhorn“ po Billym Strayhornovi, přinesla možnost vytvářet statické stránky. To byl první krok k vytvoření plnohodnotného publikačního systému. Další novinkou byla šablona umožňující uživatelům snadno aktivovat a deaktivovat pluginy na jejich webových stránkách. WordPress 1.5 byl také vybaven novým výchozím tématem vzhledu s kódovým označením „Kubrick“ po Stanley Kubrickovi, autorem tohoto tématu je Michael Heilmann.

### WordPress 2.6
15. července 2008 byl vydán WordPress 2.6, který přišel s těmito novými vlastnostmi:
- sledování revizí příspěvků,
- lepší práci s obrázky v příspěvcích,
- počítadlo slov v editoru příspěvků,
- vylepšená podporu avatarů, možnost nastavení výchozího avataru,
- a opravil téměř 200 chyb.

Vývojáři se také mnohem více zaměřili na bezpečnost, takže po výchozí instalaci je většina potenciálně nebezpečných funkcí vypnuta.

### WordPress 2.7
Verze 2.7 redakčního systému WordPress nese označení Coltrane podle jazzového saxofonisty Johna Coltraneho a přináší následující novinky:
- zcela nový vzhled administračního panelu,
- možnost přemístění boxů v administraci stylem Drag & Drop (klikni a táhni),
- odpovídání na komentáře přímo v administraci,
- podpora vláken v komentářích,
- aktualizace WordPressu přímo z administrace, nikoliv přes FTP, jak tomu bylo doposud,
- instalování pluginů rovnou z administrace – opět bez použití FTP,
- a desítky dalších oprav a vylepšení.

### WordPress 2.8
WordPress 2.8 nabízí optimalizovaný kód, vylepšenou správu widgetů, automatizovanou instalaci témat vzhledu (předtím možné jen u pluginů), větší možnosti přizpůsobení administračního panelu a volbu časových pásem (zahrnuje i automatické přepínání na letní čas).

### WordPress 2.9
Tato verze přináší funkci koše pro smazané články, jednoduchý editor obrázků, snadnější vkládání videí, hromadnou aktualizaci pluginů, možnost automatické opravy MySQL databáze či vestavěné „post thumbnails“ (zobrazení náhledu obrázku mimo příspěvek) pro vývojáře témat vzhledu.

### WordPress 3.0
Od této verze jsou sloučeny větve WordPress a WordPress MU. Převratnou novinkou pak je přidání vlastního druhu obsahu a vlastní taxonomie a vlastních druhů obsahu (kromě původních stránek a příspěvků i libovolné nové) – tento krok velmi přiblížil WordPress k systému Drupal a opustil tak koncepci čistého blogovacího systému směrem k rozsáhlejším portálům. Přidána byla nová výchozí šablona vzhledu a lehce se i pozměnil vzhled administrace. Tvorba složitějších menu probíhá přímo přes administraci. Při instalaci si lze zvolit uživatelské jméno (dříve výchozí nastavení na jméno admin).

### WordPress MU
WordPress MU (Multi User) byl redakční systém pro více webů založený na WordPressu. Hlavní rozdíl mezi nimi byl, že WordPress MU dokáže vytvořit jednotlivé weby a dovoluje použít více webů na jedné instalaci. MU vytváří pro každý jednotlivý web jejich vlastní komunitu, ale zároveň umožňuje ovládat a moderovat všechny weby z jednoho místa. Od verze 3.0 je MU přímo integrován do jádra WordPress, takže je vše dostupné v jednom balíčku.

### WordPress 3.2
Verze 3.2 byla vydána 4. července 2011 a pojmenována „Gershwin“. Přinesla především optimalizace stávající funkčnosti, vylepšenou automatickou aktualizaci, upravený vzhled administrace, novou výchozí šablonu Twenty Eleven či možnost nevyrušovaného psaní. Od této verze bylo pro běh vyžadováno alespoň PHP 5.2.4 a MySQL 5.0, ukončena byla podpora pro Internet Explorer 6.

### WordPress 3.3
Verze 3.3 vyšla pod názvem „Sonny“ 13. prosince 2011. Novinkami jsou změna levého menu, vylepšené nahrávání souborů, mírně změněná administrační lišta či přepracovaná nápověda včetně interaktivních upozornění.

### WordPress 3.4
Verze 3.4 vyšla pod názvem Green 13. června 2012. Je pojmenovaná po kytaristovi Grantu Greenovi. Mezi novinky patřily rozšířené možnosti úpravy základních šablon – především možnost úpravy titulku a hlavičky stránky. Mezi další novinky patřila integrace se sociální sítí Twitter a možnost jednoduše přidávat k obrázkům popisky.

### WordPress 3.5
11. prosince 2012 vyšla verze 3.5 s kódovým označením Elvin (podle bubeníka Elvina Jonese). Tato verze přinesla především zdokonalenou u práci s obrázky – možnost nahrávat je přetáhnutím myší z PC, jednoduše měnit jejich pořadí v galerii a další funkce. Dále se objevila podpora pro Retina displaye, nový ovládací prvek pro jednoduchý výběr barev a vylepšená úvodní stránka administrace. S touto verzí vyšla také nová základní šablona Twenty Twelve.

### WordPress 3.6
Verze 3.6 byla revoluční verzí. Vyšla 1. srpna 2013 a byla pojmenována Oscar po jazzovém pianistovi Oscaru Petersonovi. Objevila se zde nová základní šablona Twenty Thirteen, která byla optimalizována pro mediálně bohaté blogy a stále patří k nejoblíbenějším. Mezi další z mnoha novinek patří vylepšený systém revizí příspěvků, zamykání příspěvku při práci více autorů najednou, vylepšené automatické ukládání a integrace s mnoha multimediálními zdroji.

### WordPress 3.7
Jedná se o aktuálně nejstarší dosud podporovanou verzi (stále vycházejí opravy – poslední je 3.7.21 z 15. května 2017). Tato verze nese kódové jméno Basie (po varhaníku Countu Basiem) a byla vydána 24. října 2013. Od této verze je mnohem více pohlíženo na bezpečnost – objevila se funkce automatických aktualizací jádra a doporučení na používání silnějších hesel. Vylepšila se také práce s jazykovými mutacemi.

### WordPress 3.8
12. prosince 2013 vyšla verze 3.8, která byla pojmenována po jazzovém saxofonistovi Charliem Parkerovi. Administrátorské rozhraní bylo představeno v modernějším pojetí, které umožňovalo i mnohem jednodušší práci na mobilních zařízeních. Byla také představena nová základní šablona Twenty Fourteen, která by dle tvůrců měla být ideální pro magazíny. Zlepšení také doznala práce s widgety.

### WordPress 3.9
Verze 3.9 byla pojmenována po jazzovém varhaníkovi Jimmy Smithovi a vyšla 16. dubna 2014. Vizuální editor se v této verzi dočkal především živých náhledů multimediálních souborů. Bylo také vylepšeno vkládání textů z Microsoft Word, které dříve přinášelo problémy s formátováním vloženého textu. Živé náhledy se nově objevily i v možnosti přidávání widgetů přímo z konfigurátoru šablony.

### WordPress 4.0
WordPress verze 4.0 vyšel vyšel 4. září 2014 a nese kódové jméno Beny po jazzovém klarinetistovi Bennym Goodmanovi. Tato verze přinesla velké množství drobných změn, které pomáhají editorovi jednodušeji tvořit a spravovat obsah – textový i multimediální. Cílem této verze bylo především zdokonalit funkce, které byly představeny v předchozích verzích, a sjednotit jejich ovládání.

### WordPress 4.1
Verze 4.1 s kódovým označením Dinah (po jazzové zpěvačce Dinah Washingtonové) vyšla 18. prosince 2014 a přinesla novou základní šablonu Twenty Fifteen. Nová šablona je opět orientována především na blogy, kdy psaní obsahu mají zpříjemnit i další funkce v administraci – například režim nevyrušovaného psaní, kdy jsou nepotřebné ovládací prvky schovány/minimalizovány. Dále byla vylepšena podpora jazyků a byla přidána bezpečnostní funkce, která umožňuje odhlášení uživatele ze všech zařízení, ke kterým byl přihlášen funkcí automatické přihlašování.

### WordPress 4.2
23. dubna 2015 vyšel WordPress 4.2 pojmenovaný po jazzovém pianistovi Budu Powellovi. Byla vylepšena funkce PressThis, která umožňuje jednodušší sdílení obsahu na svůj web. Opět byla rozšířena podpora jazyků o další znakové sady a přibyla podpora pro emotikonky emoji. Byly také opět rozšířeny možnosti konfigurátoru šablony a přidána podpora dalších služeb pomocí oEmbed. Změny se doznala také aktualizace pluginů, která nyní probíhá asynchronně a není potřeba opouštět stránku se jejich seznamem.

### WordPress 4.3
WordPress 4.3 vyšel 18. srpna 2015. Byl pojmenován Billie po jazzové zpěvačce Billie Holiday. Ve vizuálním editoru se objevila možnost využívat speciálních znaků v textu pro základní formátování (### pro nadpis, > pro citace, * pro odrážky) – není tak nutné opouštět psaný text pro nastavení formátu. Další novinkou je možnost upravovat menu přímo z konfigurátoru šablony. Zde je nyní možné i změnit ikonku stránky. Bezpečnost byla posílena předgenerováním silného uživatelského hesla.

### WordPress 4.4
Po jazzovém trumpetistovi Cliffordovi Brownovi dostal kodové jméno „Clifford“ WordPress verze 4.4, který vyšel 8. prosince 2015. V této verzi začal WordPress automaticky využívat responsivních obrázků, které se přizpůsobí velikosti obrazovky. Byla také představena nová šablona Twenty Sixteen, která je určená převážně pro blogy. Byly také opět rozšířeny možnosti sdílení obsahu pomocí formátu oEmbed . Znatelné novinky se objevily i v samotném kódu WordPress – vývojáři nyní mohou přidávat metadata k taxonomiím a využívat REST API (s pomocí pluginu).

### WordPress 4.5
12. dubna 2016 vyšel WordPress verze 4.5 s kódovým jménem „Coleman“ po jazzovém saxofonistovi Colemanovi Hawkinsovi. V této verzi byla lehce snížena kvalita generovaných obrázků ve prospěch jejich velikosti. Bylo vylepšeno vkládání odkazů ve vizuálním editoru a také byly přidány další speciální sekvence znaků pro vkládání prvků do textu (--- vytvoří horizontální čáru, text mezi znaky ` bude naformátován jako zdrojový kód). Konfigurátor šablony získal podporu pro náhled mobilního vzhledu a možnost práce s logem stránky. Byla vylepšena práce s vkládanými kódy JavaScriptu a kaskádovými styly. Stále chybí plná podpora REST API.

### WordPress 4.6
Verze 4.6 vyšla 18. srpna 2016 a nese kódové jméno „Pepper“ po dalším jazzovém saxofonistovi Pepperu Adamsovi. Nejviditelnější změny jsou v administraci – lze jednodušeji aktualizovat pluginy a šablony, v administraci je nyní použit systémový font (je tak odstraněna závislost na službách třetích stran a drobně zrychleno načítání). Dále byla v editoru přidána kontrola validity vkládaných odkazů a dočasné ukládání změn na straně prohlížeče. Jádro systému bylo dále optimalizováno pro vyšší výkon.

### WordPress 4.7
6. prosince 2016 vyšel WordPress 4.7 „Sassy“ pojmenovaný po jazzové zpěvačce Sarah Vaughan. Tato verze přináší novou šablonu Twenty Seventeen, která demonstruje možnosti vylepšeného konfigurátoru šablon, kde přibyly například možnost pohodlně spravovat menu. V této verzi je již REST API plně podporované přímo v jádře systému. Bylo přidáno množství drobných vylepšení např. klávesové zkratky v editoru, náhledy PDF souborů v galerii médií a možnost v galerii vyhledávat dle jména souboru. Do šablon je nyní možné přidávat vlastní CSS styly bez nutnosti vytvářet tzv. Child Theme. Vývojáři uvítají možnost vytvářet šablony obsahu i pro běžné příspěvky (dříve to bylo možné jen pro stránky).

### WordPress 4.8
„Evans“ je kódové označení WordPress verze 4.8, která vyšla 8. června 2017. Jméno má po jazzovém pianistovi Billu Evansovi. Změn si můžete všimnou ve Widgetech – přibyl widget pro zobrazení obrázku, videa, audia a především textový widget nyní umožňuje používat vizuální editor. Ve vizuálním editoru bylo vylepšeno vkládání odkazů – je nyní mnohem jednodušší rozšířit text odkazu.Z vývojářského hlediska přibyly možnosti přizpůsobení vizuálního editoru a samozřejmě volání na ovládání nových widgetů. Příjemnou změnou je možnost zobrazení nadcházejících WP akcí v okolí na nástěnce.

### WordPress 4.9
WordPress verze 4.9 vyšel 16. listopadu 2017 a byl pojmenová „Tipton“ po jazzovém hudebníkovi Billu Tiptonovi. Velkých vylepšeních doznal konfigurátor šablony a přibyl také nový widget pro obrázkovou galerii. Do textových widgetů lze nyní jednoduše vkládat obrázky přes tlačítko média. Editor kódu nyní zvýrazňuje a hlídá syntax.

### WordPress 5.0
Nová řada WordPressu vyšla 6. prosince 2018. Verze 5.0 je pojmenovaná po jazzovém pianistovi Bebo Valdésovi. Nejzásadnější změnou je nový vizuální blokový editor Gutenberg a také nová šablona Twenty Nineteen, která ho umí využít. Nový editor zásadním způsobem mění práci s obsahem a v komunitě zatím budí řadu kontroverzí. Tento editor využívá javascriptový framework React a je možné ho využít i v jiných projektech.

### WordPress 5.1
21. února 2019 vyšla verze 5.1. Je pojmenovaná po jazzové zpěvačce Betty Carter. Tato verze přináší značné zlepšení výkonu nového vizuálního editoru Gutenberg. Další postřehnutelnou změnou je zobrazení „Zdraví stránky“, kde WordPress upozorňuje například na zastaralé verze PHP. Vývojář může využít novou tabulku wp_blogmeta pro sdílení metadat mezi weby ve WordPress Multisite a vylepšené API pro WP Cron.

### WordPress 5.2
Necelé tři měsíce po verzi 5.1 vyšla 7. května 2019 aktualizovaná verze 5.2 s kódovým jménem „Jaco“ podle jazzového baskytaristy Jaco Pastoriuse. Tato verze opět přináší optimalizaci vizuálního editoru Gutenberg. Mezi další nové funkce patří „Site Health Check“ – hlídání správné funkce webu, upozorňování na konfigurační problémy a nová chybová stránka, která umožňuje administrátorovi zotavení z HTTP chyby 500. Přibylo několik šikovných funkcí pro vývojáře, které například usnadní integraci GTM. Důležitou změnou je ukončení podpory PHP 5.2, nejnižší podporovaná verze PHP pro provoz WordPress je nyní 5.6.20.

### WordPress 5.3
V den 13.11.2019 vyšla další větší aktualizace pro redakční systém WordPress s názvem „Kirk“ podle jazzového saxofonisty Rahsaan Roland Kirk. Tato verze přináší především novou výchozí šablonu šablonu s názvem Twenty Twenty a vylepšení pro nový blokový editor, který je hlavním editorem již od verze 5.0. 

### WordPress 5.4
31. května 2020 vyšla nová verze Wordpressu s číslem 5.4 a kódovým jménem „Adderley“ na počest Nata Adderley.

### WordPress 6.1
1. listopadu 2022 vyšla nová verze WordPressu s označením 6.1 „Misha“. Známý je menší problém nekompatibility s WPML pluginy, které je potřeba updatovat a řeší se v citacích zde.

## Podíl WordPressu na internetu
Podle skupiny w3Techs a serveru kinsta.com:
- WordPress používá více než třetina všech stránek na internetu – 34,3 %.
- Ze stránek, které používají nějaký standardizovaný CMS, WordPress je použit na 61 % z nich.
- Ze stránek, jež mají rank Quantcast Top 10k, má WordPress podíl 37,18 %.
- Ze stránek, jež mají rank Quantcast Top 100k, má WordPress podíl 34,92 %.
- WordPress je druhým nejpopulárnějším CMS pro stránky vyžadující rychlé připojení (za Drupalem).

Průběh podílu WordPressu má vzestupnou tendenci; v roce 2014 se stal nejpopulárnějším CMS.
| rok  | podíl  |
| ---- | ------ |
| 2011 | 13,1 % |
| 2012 | 15,8 % |
| 2013 | 17,4 % |
| 2014 | 21 %   |
| 2015 | 23,3 % |
| 2016 | 25,6 % |
| 2017 | 27,3 % |
| 2018 | 32 %   |
| 2019 | 34 %   |

Podíl hlavních verzí WordPressu (k srpnu 2019):
| verze | podíl   |
| ----- | ------- |
| 5     | 58,3 %  |
| 4     | 39,2 %  |
| 3     | 2 %     |
| 2     | 0,5 %   |
| 1     | < 0,1 % |

Podíl podkategorií WordPressu:
| podkategorie             | podíl           |
| ------------------------ | --------------- |
| WooCommerce              | 15 %            |
| Web-Dorado Photo Gallery | 1,1 %           |
| bbPress                  | 1 %             |
| NextGEN Gallery          | 0,7 %           |
| BuddyPress               | 0,6 %           |
| ostatní                  | 0,1 % nebo méně |

### Instalované verze WordPress na českém internetu
Data z analýzy 130 000 českých stránek využívajících redakční systém WordPress ze srpna 2017:

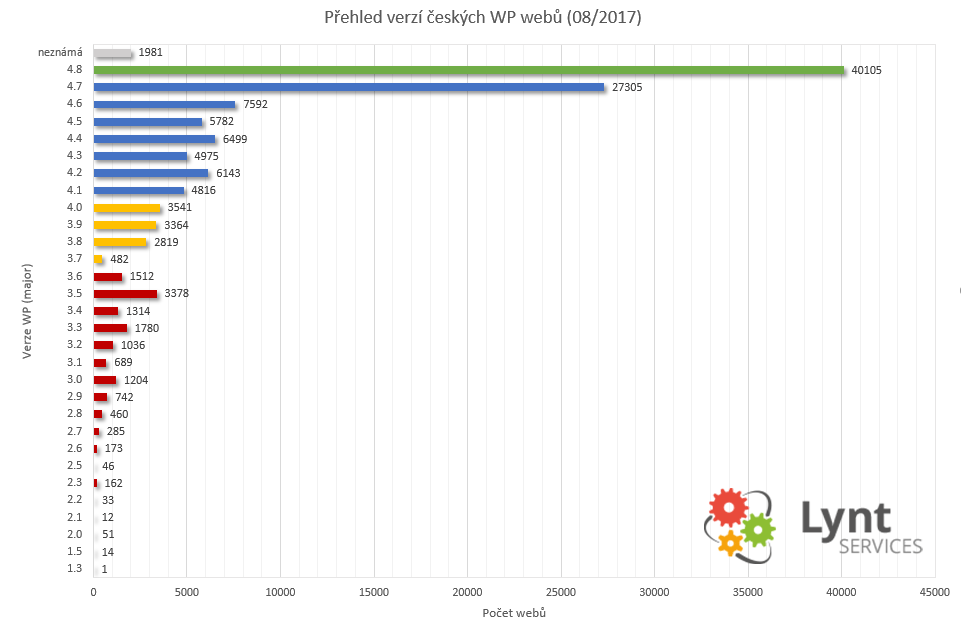

## Vývojáři
Vývoj systému WordPress vede Mark Jaquith, Ryan Boren a Matt Mullenweg, Matt a Mike Little jsou spoluzakladatelé projektu. Dalšími vývojáři WordPressu jsou Dougal Campbell, Mark Jaquith, Donncha O Caoimh, Andy Skelton, Michel Valdrighi a Peter Westwood.

## Šablony
WordPress umožňuje uživatelům pohodlně nahrát a využívat různé druhy šablon. Standardní instalace přináší několik základních šablon, které mají demonstrovat aktuální možnosti redakčního systému. WordPress navíc trvale usiluje o naprosté zjednodušení uživatelského prostředí pro všechny uživatele – tj. rovněž pro ty, kteří neznají programovací jazyky. Dlouhodobě to lze pozorovat např. na vydávaných základních šablonách (níže) a aktualizacích systému. Jedním z významných momentů v tomto směru byl příchod oficiální šablony Twenty-Nineteen (2019) s blokovým editorem Gutenberg, který zásadně ovlivnil to, jak uživatelé vytváří příspěvky, stránky apod. Vše komplexně zjednodušil a přiblížil „neznalcům kódu“.  Veškeré následující šablony pak plně využívají výhod tohoto blokového editoru.
Nová základní šablona vychází každý rok s aktuální verzí systému.  Základní šablony využívá cca 11 % českých WordPress webů.

### Twenty Ten
V roce 2010 přibyla do standardní instalace WordPressu nová šablona z názvem Twenty Ten. Demonstrovala možnosti nové verze systému. Uživatel si může sám jednoduše změnit obrázek v záhlaví a pozadí. Tato šablona bývá automaticky aktualizována s každou větší aktualizací WordPressu.

### Twenty Eleven
Tato šablona je součástí standardní instalace WordPressu od roku 2011. Je daleko více upravitelná než Twenty Ten. Umožňuje vytvářet vlastní formáty příspěvku. Na rozdíl od většiny šablon, které zvládají formáty Normální, Poznámka a Galerie, přináší Twenty Eleven navíc Odkaz, Stav, Citace a Obrázek. Každý formát příspěvku se chová jinak. WordPress s touto šablonou lze využít například jako mikroblogovací platformu.

### Twenty Twelve
Tato základní šablona se objevila ve verzi 3.5 pro rok 2012. Jedná se o první responsivní základní šablonu. Tato šablona měla ukázat, že WordPress není určen jen pro osobní blog, ale je možné ho použít i pro klasické webové stránky. Šablona přinesla možnost vytvořit si speciální úvodní stránku s widgety. V této šabloně bylo možné si nadefinovat vlastní menu, obrázek v hlavičce a pozadí.

### Twenty Thirteen
V následující verzi 3.6 se objevila nová šablona pro rok 2013 – Twenty Thirteen. Byla opět určena především pro blogování a podporuje několik formátů příspěvků (odkazy, citace, videa, zvukové klipy, zmínky, statusy, obrázky, galerie, konverzace), které jsou odlišně zobrazeny. Jedná se dosud o nejkontrastnější a nejbarevnější základní šablonu. V základním nastavení jsou k použity Google Web fonty Source Sans Pro, Bitter (nadpisy) a obrázkový font Genericons. Ze základního layoutu zmizel postranní panel a widgety se přesunuly do patičky. Dominantním prvkem zde byl konfigurovatelný obrázek v hlavičce.

### Twenty Fourteen
Pro rok 2014 se ve verzi 3.8 objevila základní šablona Twenty Fourteen. Její určení mělo být především pro webové magazíny s velkým důrazem na samotnou obsahovou část. Samotná hlavička s menu zde byla minimální velikosti a s fixní pozicí navrchu stránky. Šablona byla dělána s důrazem na přizpůsobení se různým zobrazovacím zařízením. Novým prvkem byla speciální oblast pro doporučení obsah ve formě několika dlaždic nad obsahem. Widgety bylo možné umisťovat do dvou postranních panelů a patičky. Tato šablona také nabízela nový widget „Ephemera“, který umožňoval zobrazovat poslední přidaný obsah různých formátů (např. videí). Hlavním fontem zde byl Google Web font Lato. Šablona přinesla 2 speciální layouty stránky – zobrazení na celou šířku a stránku pro výpis autorů.

### Twenty Fifteen
Ve verzi 4.1 byla představena nová základní šablona pro rok 2015 – Twenty Fifteen. Tato šablona byla tvořena s důrazem na jednoduchost a důležitost samotného obsahu. Hlavni font je zde použit Noto. Opět bylo vylepšeno zobrazení napříč různými zobrazovacími zařízeními. Konfigurátor šablony dával na výběr z pěti různých barevných schémat. Netradiční bylo umístění menu a dalších funkčních bloků v postranním panelu s fixní pozici. Šablona také přinesla podporu zobrazení doplňujících popisků pro jednotlivé položky menu. V zobrazení samotného příspěvku byl věnován velký prostor pro zobrazení náhledového obrázku v úvodu.

### Twenty Sixteen
Základní šablona Twenty Sixteen pro rok 2016 se objevila ve verzi 4.4. Šablona se vrací využití větší oblasti pro hlavičku a možnosti zobrazení dalších funkčních bloků v pravém postranním panelu (pokud nebudou přidány žádné widgety, obsah se zobrazí na celou šířku obrazovky). Další dvě oblasti pro vložení widgetů se nachází v patičce. U příspěvků je možné také přidávat podtitulek, který se zobrazí pod jeho názvem. Citace (<blockquote>) je možné zobrazit výrazněji odsazené od hlavního textu. Konfigurátor šablony umožňuje volbu ze čtyř typů barevných schémat, volit obrázek v hlavičce a logo stránek. Lze také udělat speciální menu s odkazy na sociální sítě – šablona sama pozná o jakou síť se jedná a zobrazí příslušnou ikonku.

### Twenty Seventeen
Další nová základní šablona se objevila ve verzi 4.7. Jedná se o poměrně univerzální a moderní šablonu, která opět více využívá konfigurátor šablony a podporuje například video v hlavičce. Konfigurátor šablony také nově ukáže generovaný obsah tam, kde zatím není vlastní, aby byl názornější dopad prováděných změn. Pokud je jako hlavní stránka webu použita statická stránka, je možné na ní vytvářet graficky oddělené bloky. Šablona také přichází s podporou ikonek ve formátu SVG a obsahuje 50 předpřipravených ikonek především sociálních sítí.

### Twenty Nineteen
WordPress verze 5.0 s nový blokovým editorem Gutenberg přišel i s novou šablonou, která jeho možností využívá. Jedná se o poměrně minimalistickou šablonu zaměřenou na typografii.

### Twenty Twenty
Šablona Twenty Twenty plně využívá flexibilitu výše zmiňovaného blokového editoru Gutenberg. Umožňuje vytvářet vstupní stránky s rozmanitým rozložením prvků (bloky, sloupce, řádky ad.) Opět je šablonou zaměřenou na typografii, a hodí se tedy např. pro blogy.

### Twenty Twenty-One
Twenty Twenty-One je šablona zaměřená na čistý, moderní a minimalistický design s výraznou typografií. Samozřejmostí jsou tzv. blokové vzory, které umožňují rychle vytvořit poutavé rozvržení webu. Šablonu lze využít např. jako portfolio nebo osobní blog.

### Twenty Twenty-Two
Šablony Twenty Twenty-Two přichází s dalšími významnými změnami, které přinesl WordPress 5.9. Klade důraz na plné přizpůsobení barev, typografie i rozvržení každé jednotlivé stránky. Stejně tak obsahuje desítky profesionálně navržených blokových vzorů.

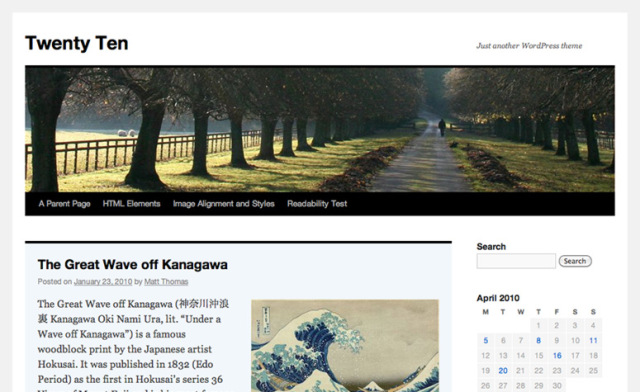
Základní WordPress šablona Twenty Ten (2010)
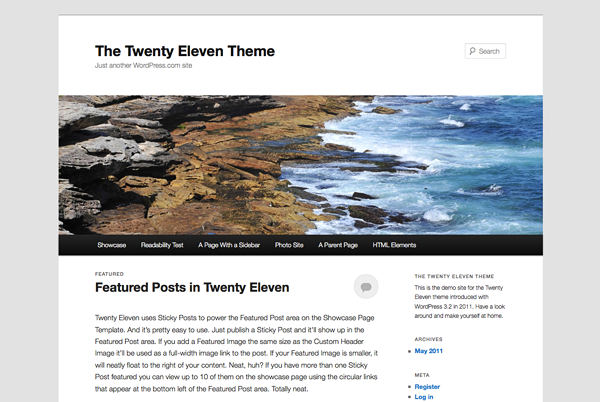
Základní WordPress šablona Twenty Eleven (2011)
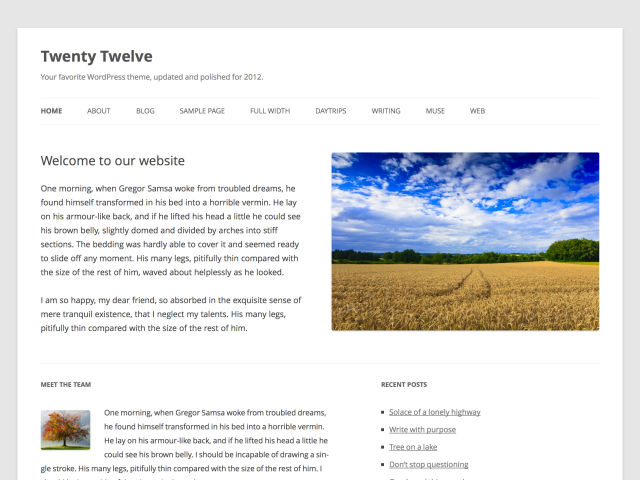
Základní WordPress šablona Twenty Twelve (2012)
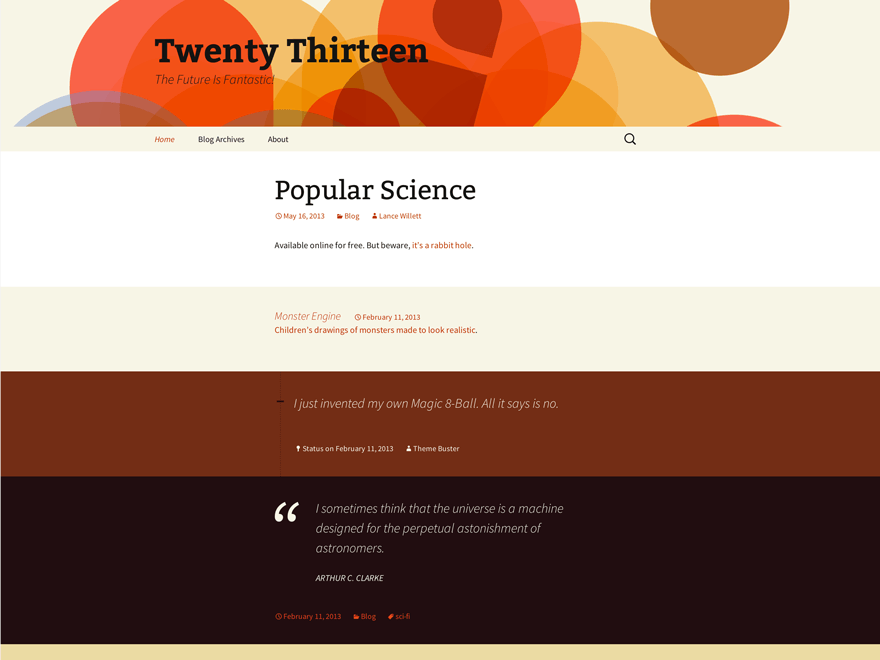
Základní WordPress šablona Twenty Thirteen (2013)
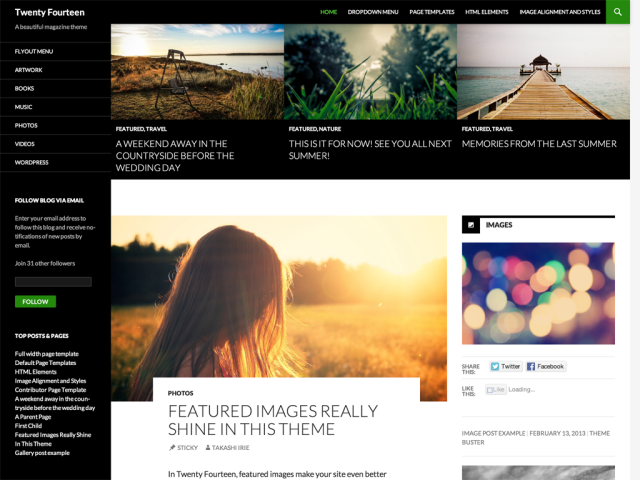
Základní WordPress šablona Twenty Fourteen (2014)
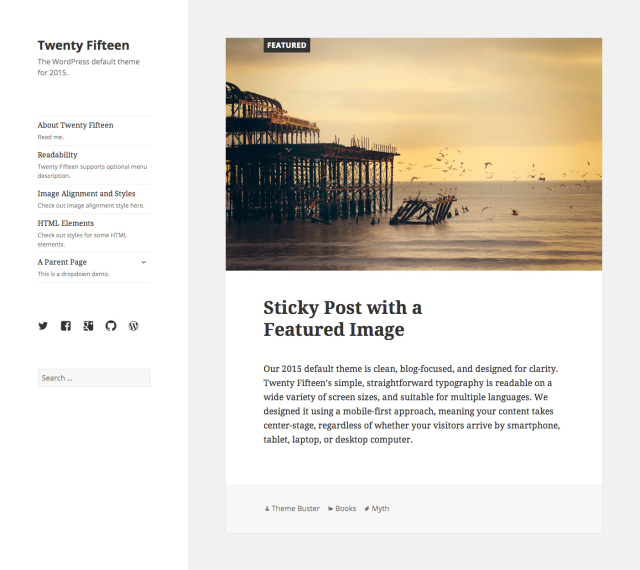
Základní WordPress šablona Twenty Fifteen (2015)
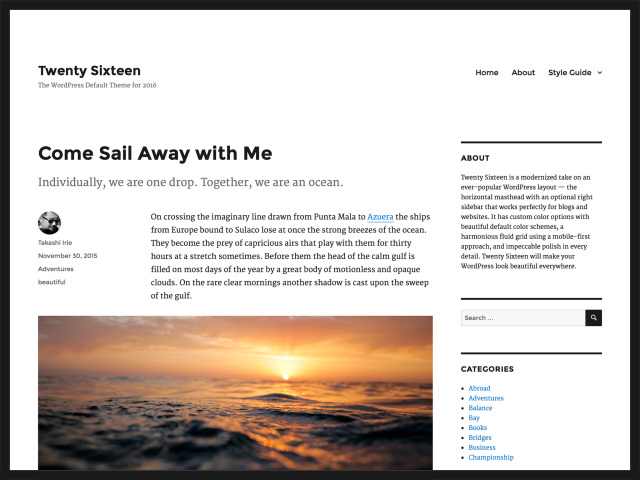
Základní WordPress šablona Twenty Sixteen (2016)
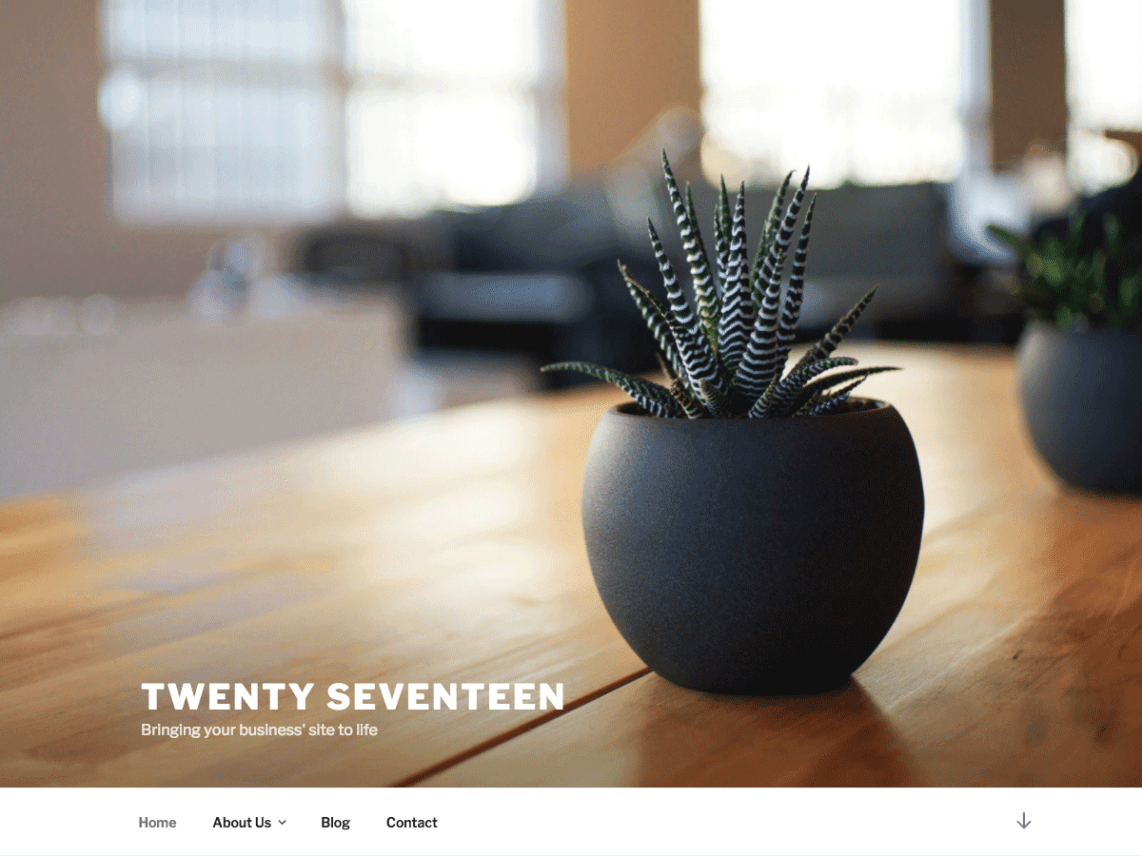
Základní WordPress šablona Twenty Seventeen (2017)
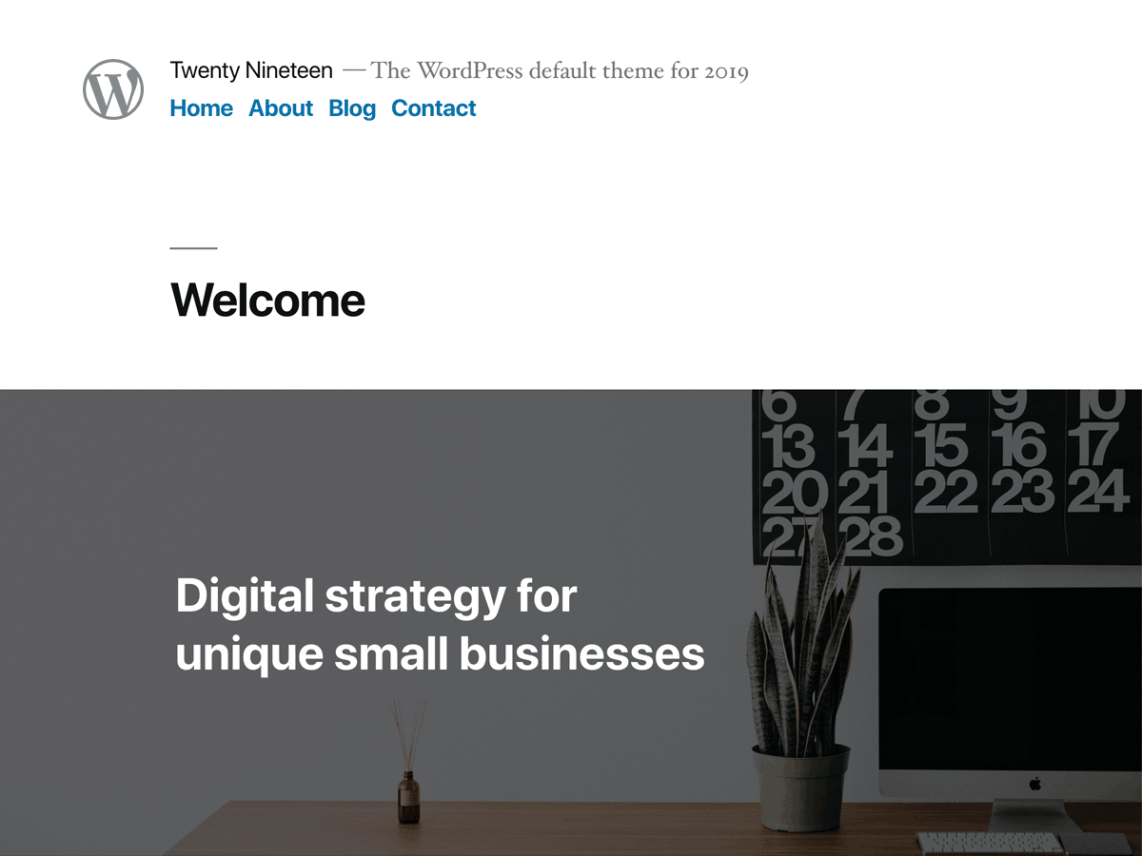
Základní WordPress šablona Twenty Nineteen (2019)

## Česká lokalizace
První český překlad systému vznikl kolem dnes již neudržovaného webu WordPress.cz. Tento překlad použil Jakub Konečný jako základ svého vlastního lokalizačního balíčku určeného pro WordPress 2.0. Nové překlady pro WordPress vydával s přestávkami až do jeho verze 2.5. Ovšem kvůli neshodám s komunitou českých uživatelů ohledně licence překladu od dalšího překládání upustil (vydal překlad pod Creative Commons pro nekomerční účely, která se však dle většiny komunity neslučuje s licencí GNU GPL, pod kterou je šířen samotný WordPress).
V roce 2005 integroval David Grudl do jednoho balíčku jak samotný WordPress, tak i český překlad a textový převaděč Texy!.
Od července 2009 lze stáhnout oficiální českou lokalizaci z oficiálních webových stránek, je již možná také automatizovaná aktualizace na nejnovější verzi WordPressu v češtině přímo z administračního panelu. O současnou verzi českého překladu se stará Pavel Hejn.

## Použití
Systém využívají například následující subjekty:
- České weby: časopis Level, magazíny Interval.cz a Cnews, portál Svět Andoida, web českých skautů, stránky Vysoké školy ekonomické v Praze a PID
- Zahraniční weby: televizní kanál BBC America, společnosti The Walt Disney Company, Mercedes-Benz, stránky Bílého domu, blog Microsoft news
- Zahraniční weby na platformě WordPress.com VIP: časopisy a noviny Time, Fortune, New York Post, blog Facebook Newsroom

Časté je využití WordPress jako doplňkového webu s články k webu hlavnímu. Mimo open source varianty, které lze zprovoznit na běžném webovém hostingu, existuje hostovaná publikační platforma WordPress.com, kterou provozuje společnost Automattic.

## Wapuu
Postavička Wapuu vznikla jako maskot japonského WordCampu v roce 2011. Navrhl ji japonský grafik Kazuko Kaneuchi. Wapuu v různých variacích se stal velmi oblíbený a rozšířil se na další WordCampy i další projekty související s WordPress. Jméno Wapuu vzniklo z japonské výslovnosti WordPress („waadopuresu“).

## Česká komunita

### Konference WordCamp

Wapuu King – oficiální maskot WordCamp Prague 2016

WordCamp je název pro lokální konference pořádané WordPress komunitou po celém světě. Řečníci a témata na těchto konferencích se týkají čehokoliv kolem systému WordPress (to může zahrnovat instalaci a nastavení pluginů, vývoj vlastních témat, marketing či řešení bezpečnostních otázek). V České republice tyto konference pořádá od roku 2014 komunita Náš WordPress. Zorganizovat WordCamp může jakýkoliv dobrovolník a není k tomu třeba splňovat žádná odborná vstupní kritéria – musí pouze jednat v souladu s licencí GPLv2 (např. neprodává doplňky, které licenci porušují) a v souladu s ochrannou známkou WordPress (ve jménech svých produktů a služeb nepoužívá chráněné označení WordPress).
WordCamp Praha 2014
První český WordCamp proběhl 22. února 2014. Byl rozdělený na 2 paralelní proudy přednášek:
- Pro uživatele (přednášející: Radek Kučera – firemní weby, Tomáš Poner – affiliate, Vlastimil Ott – podnikání, Agnes Bury – multijazyčnost, Tomáš Cirkl – licence, Pavel Hejn – čeština, Marek Prokop – blogování, Pavel Ungr – SEO)
- Pro vývojáře (přednášející: Vladislav Musílek – custom post types, Jan Kvasnička – UI v prémiových šablonách, Borek Bernard – VersionPress, David Biňovec – odolání vysoké návštěvnosti, Martin Michálek – CSS preprocesory, Ján Bočinec – JavaScript a Ajax, Peter Gramantik – bezpečnost, Tom Eagles – multisite)

WordCamp Praha 2015
Druhý ročník proběhl 28. února 2015. Opět byl rozdělen na 2 proudy přednášek:
- Pro uživatele (přednášející: Michal Kopecký – konverze návštěvníků na zákazníky, Filip Dřímalka – využití děr na trhu s WP, Pavel Ungr – SEO strategie, Amir Helzer – tržiště, Luca Sartoni – stránky pro podnikání, Davor Altman – hromadná správa, Vladimír Smitka – bezpečnost)
- Pro vývojáře (přednášející: Thomas Scholz – programování pro multisite, Tomasz Dziuda – Theme Customizer, Jaroslav Polakovič – Heartbeat API, Marko Heijnen – GlotPress, Adam Trachtman – hybridní mobilní aplikace, Andreas Creten – WP-CLI, Franz Josef Kaiser – deployment a automatizace, Jack Lenox – REST API )

WordCamp Praha 2016
Třetí ročník se uskutečnil 20. února 2016. Přednášky byly opět rozděleny na dva proudy. Pro uživatele bylo hlavním tématem „Best practice“ při provozování webu a pro vývojáře pak část přednášek zaměřená na REST API. Po vzoru ostatních světových WordCampů měla konference svého maskota – Wapuu.
- Pro uživatele (Vladimír Smitka – bezpečnost, Filip Podstavec – linkbuilding, Jan Tichý – analytika, Filip Ekl – uživatelské testování, Tomáš Kocifaj – prémiové šablony, Petr Bechyně – plánování webu, Jan Horák – digital signage)
- Pro vývojáře (Tomáš Kocifaj – komunikace s klientem, David Odehnal – Šablonovací systémy, David Biňovec – WP_Query, Daniel Steigerwald – trendy v JavaScriptu, Borek Bernard – React JS, Vladislav Musílek – WooCommerce REST API, Jaroslav Polakovič – WordPress REST API, Ján Bočínec – WP Calypso)
- Případové studie: Svět Androida, Respekt
- WorkShopy: VersionPress

WordCamp Praha 2017
Čtvrtý ročník konference se konal 18. února 2017. Tradičně byla akce rozdělena na 2 proudy:
- Pro uživatele (Tomáš Kocifaj – o jeho vztahu k WP, Vladimír Smitka – technické problémy WP webů, Borek Bernard – VersionPress, Radim Hasalík – vývoj webu s ohledem na marketing, Filip Novák – WP a Facebook, Filip Podstavec – SEO, Zdeněk Zenger – příprava webu)
- Pro vývojáře (Ján Bočínec – virtualizované prostředí pro vývoj, Marek Beniak – agilní metodiky, David Biňovec – UNIT testy, Martin Michálek – rychlost načítání, Michal Špaček – bezpečnost, Jan Voráček – backend VersionPressu, Martin Hlaváč – Bedrock)

WordCamp Brno 2017
První ročník proběhl 21. 10. 2017.
WordCamp Praha 2018
Pátý ročník proběhl na 24. 2. 2018.
WordCamp Brno 2018
Druhý ročník proběhl 20. 10. 2018.
WordCamp Praha 2019
Šestý ročník proběhl 23. 2. 2019.
WordCamp Brno 2019
Třetí ročník proběhl 26. 10. 2019.
WordCamp Praha 2020
Sedmý ročník proběhl 29. 2. 2020.
WordCamp Praha 2021
Osmý ročník proběhl 27. 2. 2021 online.
WordCamp Praha 2022
Devátý ročník proběhne 26. 2. 2022 online.

### Jiné komunitní akce
Česká komunita pořádá i několik dalších akcí:
- WP konference pro začátečníky – koná se zpravidla 2× ročně v Praze (v coworkingovém centru Impact HUB). Je zaměřená především na seznámení ze základními principy práce ve WordPress a osvojení si správných návyků – od základní instalace, použití vhodných pluginů, přes zabezpečení, až po marketing.
- WP konference pro pokročilé – je pořádána zpravidla 1× ročně za podpory webhostingové firmy WEDOS v Hluboké nad Vltavou. Předmětem je několik přednášek na pokročilejší témata a diskuze účastníků.
- WP pivo – jedná se o pravidelné neformální posezení spojené s diskuzí a výměnou zkušeností s redakčním systémem WordPress. Aktuálně probíhá několikrát ročně v Praze.
- WP Weekend – víkendová akce zaměřená především na vývojáře. První ročník se konal 28. května 2016 v Českých Budějovicích.
- WP Opava – lokální meetup pořádaný na Slezské univerzitě v Opavě, první ročník se konal 15. října 2015.
- WP Brno Meetup – lokální meetup s přednáškou, probíhající v pravidelném měsíčním cyklu již od roku 2016. Účastníky jsou jak zkušení programátoři/ programátorky, tak úplní začátečníci/ce.
- WP Brno Pokec – pravidelné neformální setkání spojené s diskuzí a výměnou zkušeností uživatelů redakčního systému WordPress.